# Елзи Джоунс (филм, 1895)
„Елзи Джоунс“ (на английски: Elsie Jones) е американски късометражен ням филм от 1895 година на продуцента и режисьор Уилям Кенеди Диксън с участието на Елзи Джоунс, заснет в лабораториите на Томас Едисън в Ню Джърси. Кадри от филма не са достигнали до наши дни и той се смята за изгубен.

## Сюжет
Филмът показва Елзи Джоунс, най-голямата танцова звезда на Америка по това време, която се изявява пред камерата.

## В ролите
- Елзи Джоунс[3]